# Ivo Trumbić
Ivo Trumbić   (Split, 2 d'abril de 1935 - Zagreb, 12 de març de 2021) fou un waterpolista i entrenador de waterpolo croat que va competir sota bandera iugoslava durant la dècada de 1960.
El 1964 va prendre part en els Jocs Olímpics d'Estiu de Tòquio, on guanyà la medalla de plata en la competició del waterpolo. Quatre anys més tard, als Jocs de Ciutat de Mèxic, guanyà la medalla d'or en la mateixa prova.
En el seu palmarès també destaquen dues medalles al Campionat d'Europa de waterpolo, de plata el 1962 i de bronze el 1966, així com dues medalles als Jocs del Mediterrani, de plata el 1963 i d'or el 1967. Jugà 159 partits amb la selecció nacional.
A nivell de clubs s'inicià al PVK Jadran. El 1962 fitxà pel HAVK Mladost, amb qui guanyà tres lligues de Iugoslàvia, el 1968, 1969 i 1970, i tres edicions de la Copes d'Europa de Waterpolo, el 1968, 1969 i 1970.
En retirar-se passà a exercir d'entrenador. El 1971 guanyà la lliga grega de 1971 amb l'Olympiakos i el 1976, als Jocs de Montreal, guanyà la medalla de bronze amb la selecció masculina dels Països Baixos. També entrenà el Pescara, amb qui guanyà la lliga italiana, la Copes d'Europa i la Supercopa d'Europa i la selecció grega, entre d'altres equips. El 2015 fou inclòs a l'International Swimming Hall of Fame i el 2020 va rebre el màxim honor esportiu de Croàcia, el Premi Franjo Bucar.